# Estúdio i
Estúdio i é um programa jornalístico de entrevistas, debates e comentários que procura mesclar informalidade e informação, sendo exibido de segunda à sexta-feira, das 13h às 16h (horário de Brasília) na GloboNews. Tem a apresentação da jornalista Andréia Sadi e conta com a participação de diversos comentaristas que se revezam diariamente, ao vivo, no programa, além de participações especiais eventuais. O programa também é exibido na Globo Internacional para 157 países.

## Formato e dinamismo
O programa conta com repórteres, ao vivo, diariamente de todos os cantos do Brasil e do mundo, trazendo as principais manchetes do dia no mundo. A atração tem como principais características a informalidade e a inteligência, as quais dão o significado do nome do programa. A novidade é que o programa tem um portal, o GloboNews No Ar, e, ao vivo, conta com a participaçãos dos internautas com perguntas para os entrevistados e comentaristas. O Estúdio i recebe convidados especiais como atores, escritores, jornalistas, diretores etc, que comentam com a apresentadora seus trabalhos e, também, dão sua opinião sobre os principais acontecimentos do dia mostrados no programa. Cantores e bandas também marcam presença na atração, divulgando suas músicas novas e antigas e novos trabalhos.
O programa ganhou novo cenário, novidades interativas e nova trilha sonora a partir do dia 27 de junho de 2016.
Em 2018, com a reformulação da grade de programação da GloboNews após a Copa do Mundo FIFA de 2018, o Estúdio I passou de duas horas de duração de 14h às 16h para três horas começando às 13h.
Em 2 de junho de 2022, Maria Beltrão deixou a apresentação do programa, após 14 anos desde sua estreia, para migrar para o entretenimento da TV Globo. Foi substituída por Andréia Sadi, em 6 de junho de 2022.  Em 2022, com Andréia Sadi, por causa das eleições no Brasil, o programa passou a ter um novo formato, focando mais em temas sobre política.

## Jornalistas

### Apresentadora titular
- Andréia Sadi (desde 2022)[4]

### Ex-apresentadora
- Maria Beltrão (2008–2022)[4]

### Apresentadores eventuais
- Aline Midlej
- Leilane Neubarth
- Marcelo Cosme

### Correspondentes
- Ariel Palacios (Buenos Aires)
- Bianca Rothier (Genebra)[5]
- Candice Carvalho Feio (Nova York)[6]
- Guga Chacra (Nova York)
- Pedro Vedova (Londres)
- Raquel Krähenbühl (Washington) [7]
- Rodrigo Carvalho (Londres) [8]

### Comentaristas
- Ana Flor (Política)[4]
- André Trigueiro (Sustentabilidade)[4]
- Artur Dapieve (Cultura)[4]
- Daniel Sousa (Economia) [4]
- Flávia Oliveira (Economia) [4]
- Marcelo Lins (Internacional)[4]
- Miriam Leitão (Política e economia)[4]
- Natuza Nery (Política)[4]
- Octávio Guedes (Política)
- Sandra Kogut (Comportamento/Cinema)[4]
- Valdo Cruz (Política)[4]
- Joel Pinheiro da Fonseca (Política)[9]
- Thomas Traumann (Economia)[10]

### Equipe
- Rodrigo Caruso (Editor-Chefe) [4]
- Juliana Dametto (Editora-Executiva) [4]
- Caroline Holder (Editora)[4]
- Patricia Rocha (Editora)[4]
- Liana Leite (Editora)[4]
- Pedro Rabelo (Editor)[4]

- Yuri Daniel (Editor/DF)[4]
- Daniel Monnerat (Editor de internacional) [4]

- Lucas Moretzson (Editor de internacional) [4]
- Caroline Durano (Editora de internacional) [4]
- Jerusa Campani (Produtora) [4]
- Renan Peixoto (Produtora)[4]

- Stefhanny Loredo (Produtora)[4]